# Tamara Todevska

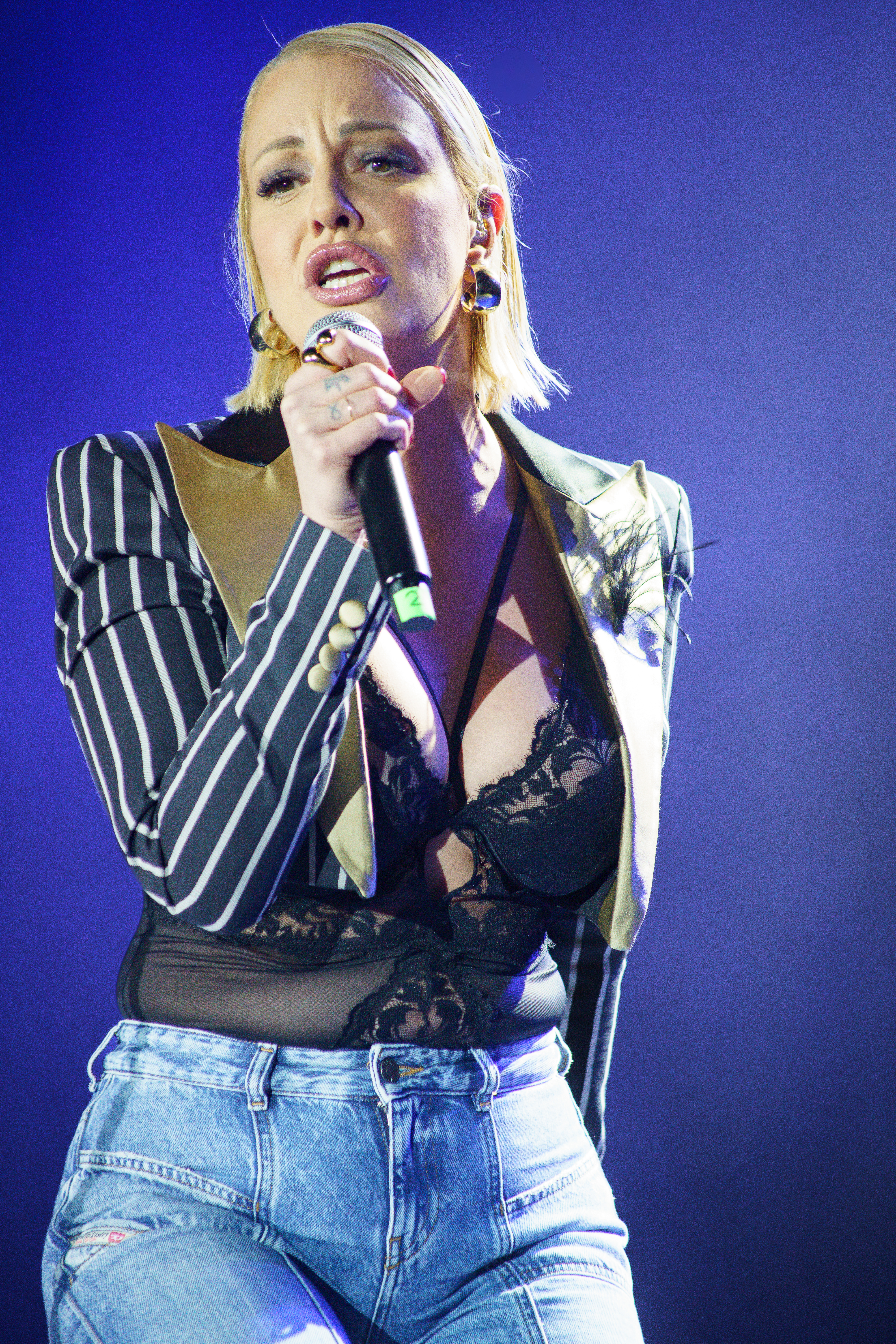
Tamara Todevska (2024)

Tamara Todevska (mazedonisch Тамара Тодевска; * 1. Juni 1985 in Skopje, Sozialistische Föderative Republik Jugoslawien) ist eine mazedonische Pop-Sängerin. Ihre Schwester ist die Pop-Sängerin Tijana Dapčević.

## Karriere

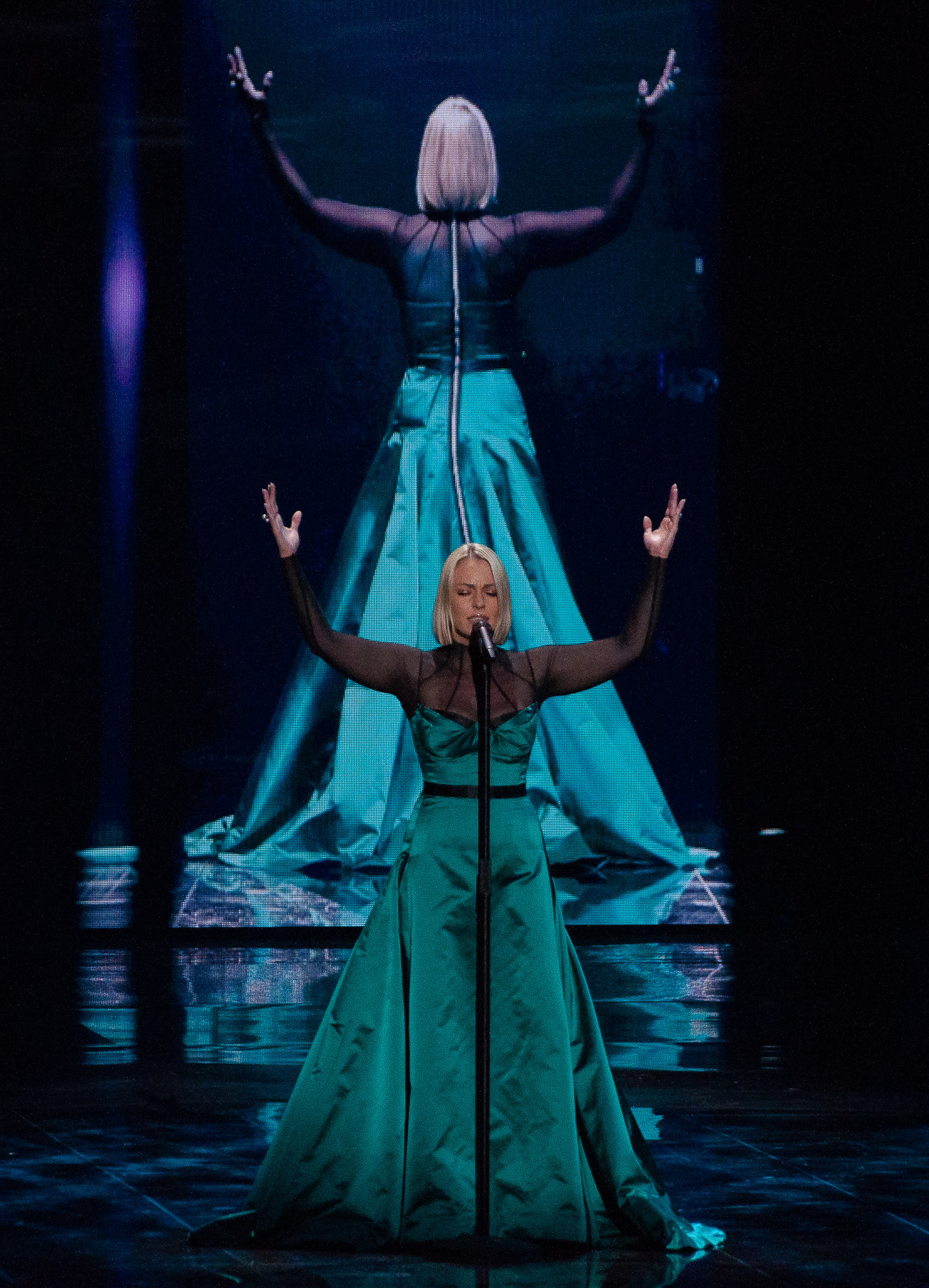
Tamara Todevska beim Eurovision Song Contest 2019 in Tel Aviv

Todevska gewann das MAKFest 2006 und erreichte beim Skopje Fest 2007, der mazedonischen Vorentscheidung zum Eurovision Song Contest (ESC), mit Kazi Koj Si Ti („Sag mir wer Du bist“) den zweiten Platz. 2008 vertrat sie Mazedonien (wegen des Namensstreits mit Griechenland damals noch unter dem Landesnamen Ehemalige jugoslawische Republik Mazedonien) beim ESC mit dem Song Let Me Love You (beim Vorentscheid in mazedonischer Sprache Vo imeta ne ljubovta), den sie zusammen mit Rade Vrčakovski und Adrian Gaxha sang. Im Halbfinale des Eurovision Song Contests am 22. Mai 2008 in Belgrad belegte das Lied zwar den 10. Platz nach Punkten, doch durch eine Sonderregel qualifizierten sie sich nicht für das Finale.
Sie vertrat Nordmazedonien mit dem Lied Proud beim Eurovision Song Contest 2019 in Tel Aviv und belegte den siebten Platz mit 305 Punkten, welches das beste Ergebnis Nordmazedoniens ist.
Sie nahm 2019 am albanischen Musikwettbewerb Kënga Magjike mit dem Lied Monsters teil, wo sie als beste Internationale Künstlerin ausgezeichnet wurde. Sie erreichte in der Gesamtwertung den 5. Platz. Bei der Punktevergabe, die sich aus den einzelnen Wertungen der Künstler, einer Jury und Televoting zusammensetzte, erreichte sie bei den Künstlern Platz 3, der Jury Platz 1 und im Televoting den letzten Platz.

## Diskografie

### Alben
- 2005: Sino
- 2015: Eden Den

### Singles
- 1997: Igra luda (feat. Tijana Dapčević)
- 2002: Dali znam
- 2002: Koga bi mozela (feat. Branka Todevska)
- 2003: 1003
- 2004: Sex
- 2004: Sino
- 2004: Molci molci (feat. Ronin)
- 2005: Najverni Prijateli
- 2005: Ljubi, ljubi (mit Tuna)
- 2005: Šetaj
- 2005: A, što ako
- 2005: Ljubovna prikazna (feat. Ugro)
- 2006: Losa Devojka
- 2006: Sedmo Nebo (feat. Vrčak)
- 2007: Kaži Koj Si Ti
- 2007: Luda (feat. DNK & Vrčak)
- 2007: Za Makedonija (feat. Toni Zen)
- 2007: Smešhno zar ne
- 2008: Let Me Love You/Vo imeta ne ljubovta (Tamara, Vrčak & Adrian)
- 2008: So maki sum se rodila
- 2008: Dajem Ti Sve
- 2009: Usne ko krv
- 2009: Una magia Pandev (feat. Toni Zen)
- 2009: Šarena Pesma
- 2009: Davam Jas Se
- 2019: Proud
- 2019: Monsters